# Olympische Sommerspiele 1900/Golf
Die in der französischen Hauptstadt Paris im Rahmen der Weltausstellung (Exposition Universelle et Internationale de Paris) ausgetragenen Internationalen Wettbewerbe für Leibesübungen und Sport (Concours Internationaux d’Exercices Physiques et de Sports) umfassten zwei Wettbewerbe im Golf. Das Internationale Olympische Komitee (IOC) ordnete diese Wettbewerbe dem Programm der Olympischen Sommerspiele 1900 (Spiele der II. Olympiade) zu.

## Medaillenspiegel
| Platz | Land               | Silber | Bronze | Dritter | Gesamt |
| ----- | ------------------ | ------ | ------ | ------- | ------ |
| 1     | Vereinigte Staaten | 2      | 1      | 1       | 4      |
| 2     | Großbritannien     | –      | 1      | 1       | 2      |

## Ergebnisse

### Einzel Männer
| Platz | Land | Spieler                  | Schläge |
| ----- | ---- | ------------------------ | ------- |
| 1     | USA  | Charles Sands            | 167     |
| 2     | GBR  | Walter Rutherford        | 168     |
| 3     | GBR  | David Robertson          | 175     |
| 4     | USA  | Frederick Winslow Taylor | 182     |
| 5     | FRA  | John Daunt               | 184     |
| 6     | GBR  | George Thorne            | 185     |
| 7     | GBR  | William Dove             | 186     |
| 8     | USA  | Albert Bond Lambert      | 189     |
| 9     | FRA  | Arthur Lord              | 221     |
| 10    | FRA  | Pierre Deschamps         | 231     |
| 11    | GRE  | Alexandros Merkati       | 246     |
| 12    | FRA  | J. Van de Wynckélé       | 252     |

Datum: 2. Oktober 1900 

12 Teilnehmer aus 4 Ländern
Es wurden vier Runden mit insgesamt 36 Löchern gespielt. Der Sieger Charles Sands nahm auch beim Tennisturnier teil, schied dort aber in der ersten Runde aus.

### Einzel Frauen
| Platz | Land | Spielerin                    | Schläge |
| ----- | ---- | ---------------------------- | ------- |
| 1     | USA  | Margaret Abbott              | 47      |
| 2     | USA  | Pauline Whittier             | 49      |
| 3     | USA  | Daria Pratt                  | 55      |
| 4     | FRA  | Jeanne Froment-Meurice       | 56      |
| 5     | GBR  | Ellen Ridgway                | 57      |
| 6     | FRA  | Madeleine Fournier-Sarlovèze | 58      |
| 7     | USA  | Mary Abbott                  | 65      |
| 7     | FRA  | Lucile Fain                  | 65      |
| 9     | FRA  | Rose Gelbert                 | 76      |
| 10    | FRA  | Marie Brun                   | 80      |

Datum: 3. Oktober 1900 

10 Teilnehmerinnen aus 2 Ländern
Es wurde nur eine Runde mit neun Löchern gespielt. In manchen Veröffentlichungen wird die Zweitplatzierte Pauline Whittier als Schweizerin angegeben. Sie gehörte zwar dem St. Moritz Golf Club an, besaß jedoch die US-amerikanische Staatsbürgerschaft, befand sich nur zur Ausbildung in der Schweiz und kehrte danach in die USA zurück.